# Rosa Barba
Rosa Barba (Agrigento, 1972) es una artista visual y cineasta germano-italiana. Barba es conocida por utilizar el medio del cine y su materialidad para crear instalaciones cinematográficas, esculturas y publicaciones. Forma parte de un grupo de artistas que abordan la importancia del cine y la tecnología analógica en la era digital junto con otros profesionales contemporáneos como Matthew Buckingham, Tacita Dean, Luke Fowler y Ben Rivers. Vive y trabaja actualmente en Berlín, Alemania.

## Filmografía y escultura
- Panzano, 2000
- Machine Vision Seekers, 2003
- Split Fields, 2003
- It's Gonna Happen, 2005
- Parachutable, 2005
- Outwardly from Earth's Center, 2007
- They Shine, 2007
- Waiting Grounds, 2007
- Let Me See It, 2009
- Coro Spezzato: The Future Lasts One Day, 2009
- Time Machine, 2009
- They Come and Go, 2009
- The Long Road, 2010
- The Hidden Conference: About the Discontinuous History of Things We See and Don't See, 2010
- A Private Tableaux, 2010
- The Empirical Effect, 2010
- Invisible Act, 2010
- The Indifferent Back Of A View Rather Than Its Face, 2010
- Free Post Mersey Tunnel, 2010
- I Made a Circuit and Then a Second Circuit, 2010
- The Hidden Conference: A Fractured Play, 2011
- Somnium, 2011
- Stage Archive, 2011
- Theory in Order to Shed Light, 2011
- Optic Ocean, 2011
- Time as Perspective, 2012
- Color Clocks: Verticals Lean Occasionally Consistently Away from Viewpoints, 2012
- Boundaries of Consumption, 2012
- Recorded Expansions of Infinite Things, 2012
- Coupez Ici, 2012
- Sun Clock (Novel), 2012
- Perpetual Response to Sound and Light, 2013
- Subconscious Society, 2013
- The Contemplative or The Speculative, 2013
- Voces, 2013
- Still Anchored in One Point from which They Emerge, 2013
- Enterprise of Notations, 2013
- Definition Landfill, 2014
- Subconscious Society - a Feature, 2014
- Conductor, 2014
- Only Revolutions (...abrasion of space...), 2014
- This Space Populated by Infinite Colors (Lee Filters CL 158 - 029), 2014
- The Long Poem Manipulates Spatial Organizations, 2014
- RED, 2014
- The Color Out of Space, 2015
- Bending To Earth, 2015
- The Hidden Conference: About the Shelf and Mantel, 2015
- Disseminate and Hold, 2016
- From Source to Poem, 2016
- Solar Flux Recordings, 2017
- A Shark Well Governed, 2017
- Enigmatic Whisper, 2017
- Stellar Populations, 2017
- Unprocessed in States, 2017
- Blind Volumes, 2016 / 2017

## Premios y nominaciones
- HAP-Grieshaber-Preis, Kunstfonds, Bonn (2006)
- Förderpreis Film, Akademie der Bildenden Künste, Berlín (2006)
- Artist Book Award for Printed Cinema, Ontario Association of Art Galleries, Canadá (2006)
- Atelierstipendium, Kölnischer Kunstverein, Coloniba (2007)
- Prix du Centre pour l'Image Contemporaine, Genf (2007)
- Nam June Paik Award, Internationaler Medienkunstpreis der Kunststiftung NRW (2010)
- Premio Italia Arte Contemporanea, MAXXI, Roma (2010)
- PIAC - Prix International d’Art Contemporain, Fondation Prince Pierre de Monaco (2016)
- Short Tiger Award (nominada; 2017, 2010, 2007)